# Multikino
Multikino – sieć kin wielosalowych powstała jako joint venture pomiędzy UCI a grupą ITI w 1995 roku.

## Historia rozwoju sieci
Pierwsze kino tej sieci powstało w roku 1998 w Poznaniu (Multikino Poznań 51). Następny obiekt został oddany do użytku w roku 1999 w Warszawie (Multikino Ursynów) – stanowił pierwszy duży (wcześniej powstało 4-salowe kino „Femina”) multipleks w stolicy. ITI wykupiło udziały należące do UCI w lipcu 2004 i stało się wyłącznym właścicielem marki i sieci kin. Kolejne dwa kina w Zabrzu i Gdańsku otwarto w grudniu 2000 roku. W 2001 otwarto kino w Krakowie, w 2002 w Bydgoszczy. Marzec 2004 to data otwarcia multipleksu w Szczecinie, a sierpień 2005 – w Elblągu. W marcu 2007 roku zostało otwarte Multikino we Włocławku. W maju 2007 roku zostało otwarte dziesiąte kino, w centrum handlowym Stary Browar w Poznaniu. W lipcu 2007 roku Multikino – które było dotychczas spółką z ograniczoną odpowiedzialnością – przekształciło się w spółkę akcyjną. Kolejnymi otwartymi multipleksami były kina we Wrocławiu (Pasaż Grunwaldzki, Arkady Wrocławskie), Warszawie (Złote Tarasy) oraz Rybniku (Focus Park), a także w Koszalinie, Sopocie, poznańskiej Galerii Malta, Rzeszowie (Millenium Hall), Rumi (Galeria Rumia) i Radomiu (Galeria Słoneczna). W 2012 roku otwarto trzy kina: w Słupsku (18 maja), Kielcach (8 czerwca) oraz w Zgorzelcu (21 grudnia).
Największe obecnie Multikino znajduje się w Zabrzu (liczy 2948 miejsc), najmniejsze zaś kino tej sieci znajduje się w Świnoujściu (356 miejsc).
W lutym 2008 ogłoszono, że sieć Multikino połączy się ze swoim konkurentem – siecią Silver Screen. Po zakończeniu transakcji sieci Multikino przybyło 5 obiektów oraz kilka lokalizacji z podpisanymi umowami. Planowane było także wejście na rynek ukraiński – ze względu na kryzys nie doszło do skutku. Na początku 2010 roku wszystkie kina sieci Silver Screen (oprócz kina w Łodzi) zmieniono na Multikina.
W sierpniu 2008 Multikino poinformowało o zainstalowaniu w każdym kinie projektorów cyfrowych pozwalających również na wyświetlanie filmów 3D w technologii Dolby 3D Digital Cinema.
W sierpniu 2010 sieć otworzyła pierwsze kino poza granicami Polski. Było nim Multikino w Rydze. Pod koniec września 2010 otworzono placówkę w Wilnie.
13 maja 2013 zapowiedziano, że 100 proc. akcji Multikina należących do tej pory do Grupy ITI kupi brytyjsko-irlandzki operator Vue Entertainment. O sfinalizowaniu transakcji za kwotę 48 mln euro poinformowano 1 października 2013.
Latem 2017 roku Multikino w Arkadach Wrocławskich zostało zamknięte, później zmieniając sieć kin na OH Kino, które wcześniej miało kino w Mysłowicach.
Od 2017 r. Multikino jako jedyna sieć kinowa w Polsce poszerzyła ofertę o pokazy w technologii Virtual Reality. Multikino VR by Samsung działa w 5 obiektach: Warszawa Złote Tarasy, Warszawa Targówek, Szczecin, Poznań Malta oraz Łódź.
W lutym 2018 roku, kina w Łodzi i w poznańskim Starym Browarze czekała metamorfoza. W obu kinach liczba foteli się zmniejszyła. W Poznaniu doszło do debiutu nowych foteli superVIP, które umożliwiają oglądanie filmów w pozycji leżącej, natomiast w Łodzi, remont spowodował ostateczny koniec sieci Silver Screen, która zniknęła po 17 latach istnienia.
We wrześniu 2018 w związku z planami inwestycyjnymi firmy Vastint Centrum Waterfont zostało zamknięte, co wiązało się także z zamknięciem Multikina Gdynia. W listopadzie 2018 w nowo powstałym centrum handlowo-usługowym Nowa Stacja Pruszków uruchomiono Multikino Pruszków.
22 maja 2019 roku zostało otwarte Multikino Młociny. Składa się z 10 sal, 935 miejsc i 2 miejsc dla niepełnosprawnych w każdej sali.
W marcu 2022 roku otwarto Multikino Gemini w Tychach, które składa się z 7 sali, wyposażonych jedynie w fotele SuperVIP oraz strefę samoobsługową w obszarze baru, tzw. FreeStyle oraz Pick&Mix.
W 2019 pod szyldem Multikino działały 33 kina w 27 miastach Polski z łączną liczbą 267 ekranów. W maju 2019 Multikino przejęło sieć kin Cinema3D, która była czwartą co do wielkości siecią kin w Polsce, powiększając tym samym liczbę lokalizacji do 45 z 322 ekranami w 37 miastach. W sierpniu 2024 zamknięto najstarszy obiekt w Warszawie, Multikino Ursynów.
10 marca 2025 roku tuż po północy zamknięto obiekt w Poznaniu („Multikino 51”) przy ulicy Królowej Jadwigi, który działał od lipca 1998 roku. Jednocześnie był najstarszym multipleksem tej sieci w Polsce.
Multikino pokazuje premiery filmowe, jak i koncerty światowych gwiazd, nocne maratony filmowe, transmisje najważniejszych wydarzeń sportowych, transmisje oper, baletu oraz retransmisje spektakli z brytyjskiego National Theatre.

## Multikina w Polsce
1. Biała Podlaska - 4 sale, 499 miejsc, Centrum Handlowe Rywal
2. Bydgoszcz – 10 sal, 2151 miejsc, ul. Marszałka Focha 48
3. Czechowice-Dziedzice – 4 sale, 660 miejsc, Stara Kablownia
4. Elbląg – 6 sal, 563 miejsca, Centrum Handlowe Ogrody
5. Gdańsk – 10 sal, 2771 miejsc, al. Zwycięstwa 14
6. Głogów - 5 sal, 998 miejsc, Galeria Glogovia
7. Gorzów Wielkopolski - 5 sal, 930 miejsc, Centrum Handlowe Feeria
8. Jaworzno – 6 sal, 685 miejsc, Galeria Galena
9. Kalisz - 5 sal, 1271 miejsc, Galeria Tęcza
10. Katowice – 10 sal, 1476 miejsc, Galeria Katowicka
11. Kielce – 9 sal, 1471 miejsc, Galeria Korona
12. Kłodzko - 3 sale, 751 miejsc, Galeria Twierdza Kłodzko
13. Koszalin – 6 sal, 1100 miejsc, Forum Koszalin
14. Kraków – 12 sal, 2926 miejsc, ul. Dobrego Pasterza 128
15. Leszno - 4 sale, 786 miejsc, Galeria Leszno
16. Lublin – 8 sal, 1203 miejsca, Galeria Olimp, aleja Spółdzielczości Pracy 34
17. Łódź – 10 sal, 1074 miejsca, al. marsz. Józefa Piłsudskiego 5 (do lutego 2018 jako Silver Screen, kino zostało wyremontowane)
18. Mielec - 4 sale, 838 miejsc, Galeria Navigator
19. Olsztyn – 9 sal, 1233 miejsca, Galeria Warmińska
20. Poznań – 11 sal, 690 miejsc superVIP - skórzanych, elektrycznie rozkładanych foteli, dzięki którym widz ogląda filmy w pozycji półleżącej, Multikino Stary Browar
21. Pruszków – 7 sal, 810 miejsc, Centrum Handlowe Nowa Stacja
22. Radom – 6 sal, 1150 miejsc Galeria Słoneczna
23. Rumia – 5 sal, 840 miejsc Galeria Rumia
24. Rybnik – 7 sal, 1100 miejsc Focus Mall
25. Rzeszów – 9 sal, 1557 miejsc Millenium Hall
26. Słupsk – 6 sal, 1200 miejsc Centrum Handlowe Jantar
27. Sopot – 6 sal, 1050 miejsc, ul. Boh. Monte Cassino 63
28. Szczecin – 9 sal, 2145 miejsc, Centrum Handlowe Galaxy
29. Świdnica - 4 sale, 1040 miejsc, Galeria Świdnicka
30. Świnoujście - 4 sale, 356 miejsc, Galeria Corso
31. Tarnów - 5 sal, 700 miejsc, Galeria Tarnovia
32. Tychy – 7 sal, 541 miejsc superVIP, Gemini Park Tychy
33. Warszawa - Atrium Reduta - 6 sal, 1198 miejsc
34. Warszawa – Multikino Złote Tarasy – 8 sal, 2589 miejsc; Sala Premierowa na 777 miejsc
35. Warszawa – Multikino Wola Park – 6 sal, 996 miejsc
36. Warszawa – Multikino Targówek – 12 sal, 2547 miejsc
37. Warszawa – Multikino Galeria Młociny – 10 sal, 935 miejsc superVIP.
38. Włocławek – 6 sal, 1260 miejsc, ul. Pułaskiego 10-12
39. Wrocław – 11 sal, 2600 miejsc, Pasaż Grunwaldzki
40. Zabrze – 13 sal, 2948 miejsc, ul. Gdańska 18
41. Zgorzelec – 3 sale, 491 miejsc, CHR Plaza

## Multikina za granicą
1. Litwa, Wilno – 7 sal, 1673 miejsca OZAS Gallery